# قاي فيرلاند
قاي فيرلاند (بالإنجليزية: Guy Ferland)‏ هو كاتب سيناريو ومخرج أمريكي، ولد في 18 فبراير 1966 في بيفرلي في الولايات المتحدة.

## وصلات خارجية
- قاي فيرلاند على موقع IMDb (الإنجليزية)
- قاي فيرلاند على موقع ألو سيني (الفرنسية)
- قاي فيرلاند على موقع أول موفي (الإنجليزية)
- قاي فيرلاند على موقع قاعدة بيانات الأفلام السويدية (السويدية)
- قاي فيرلاند على موقع إن إن دي بي (الإنجليزية)
- قاي فيرلاند على موقع قاعدة بيانات الفيلم (الإنجليزية)
- قاي فيرلاند على موقع كينوبويسك (الروسية)